# Islandsk litteratur i middelalderen
Islandsk litteratur i middelalderen (undertiden kaldet oldnordisk eller oldislandsk litteratur) er den norrøne litteratur, der blev nedskrevet i Island før Reformationen. Den bestod af både prosa og poesi, og inddeles traditionelt i tre forskellige genrer: Eddadigtene, Skjaldedigtene og Sagaerne. Eddadigtene har deres ophav i en kollektiv tradition og har enten mytologisk eller legendarisk indhold. Skjaldedigtene har en enkelt forfatter, hvoraf vi i flere tilfælde kender navnet. Stilen er langt mere kunstfærdig og formalistisk med plads til mere innovation end eddagenrens. Skjaldedigtet hører i reglen hjemme i en bestemt historisk situation, og er ofte knyttet til en bestemt modtager. Sagalitteraturen er som regel realistiske historiefortællinger, selvom de ofte indeholder eventyrlige elementer og har to hovedgenre: kongesagaer og islændingasagaer.
Spørgsmålet om, at den islandske litteratur fra middelalderen er udtryk for en speciel nordisk kultur, hænger nært sammen med fremvæksten af islandsk og norsk nationalisme i 19. århundrede. Efter 2. Verdenskrig skete der et skifte, da den islandsk/norske litteratur i højere grad blev sammenlignet med de generelle vesteuropæiske litterære strømninger. På baggrund af socio-antropologiske studier har der i de senere år dog været en tendens til, at lægge vægt på særhederne i forhold til de øvrige litterære traditioner. Selvom den islandske litteratur form er speciel og ingen umiddelbare paralleller har i den øvrige europæiske middelalder, mener Sverre Bagge ikke det i sig selv gør den til noget unikt, da al europæisk litteratur i denne periode havde lokale særtræk. Med sin meget ornamentale form regnes skjaldedigtningen sammen med islændingesagaerne alligevel som enestående i verdenslitteraturen. Hovedtemaet for den islandske litteratur var fortiden, herunder både den nære og den legendarisk/mytologiske. Preben Meulengracht Sørensen mener, at det må hænge sammen den generelle interesse for oldtiden, der fandtes i lærde kredse i Europa i højmiddelalderen.
Den litterære blomstringstid i Island sluttede omkring 1400, og skyldtes primært, at man i den periode gik bort fra at benytte det norrøne sprog som kancellisprog ved de norske kongers hof.

## Eddadigte
Eddadigtenes metrik bruger bogstavrim (alliteration), dvs. rim er baseret på lydlighed mellem konsonanter i trykstærke stavelser eller i begyndelsen af ord. Denne stil kaldes fornyrðislag (det betyder versemål (lag) for gamle ord (forn orð). I forhold til skjaldedigte er eddadigte er karakteriseret af enkelthed, traditionel og konservativ form med vægten lagt på indhold. Formen er funktionel, den skulle fungere i en mundtlig kultur og indholdet skulle kunne huskes af enhver. Vi kender ikke den sociale kontekst de blev til i, men indholdet, der er mytologisk og legendarisk stof, er udtryk for en kollektiv viden og tradition.
Eddadigtenes historie før deres nedskrivning er så godt som ukendt. De bevarede digte af eddatypen stammer næsten udelukkende fra Island, men digtformen har givetvis været udbredt over hele Norden indtil højmiddelalderen. I form har de sikkert varieret fra region til region. Eddadigtenes stammer fra en fællesgermansk alliterationsform, og den kan bl.a. genfindes i det angelsaksiske Beowulf og det oldhøjtyske Hildebrandslied. Genre og metrik ser ud til at være udviklet i 9. århundrede, og sandsynligvis har de digte, der kendes i dag, overlevet i næsten samme form siden vikingetiden.
Betydning og etymologien af begrebet edda er usikker. Traditionelt er termen blevet knyttet til ordet edda, der betyder oldemor, men en alternativ oprindelse kan være Oddi, det sted Snorre Sturlason (manden bag Yngre Edda) voksede op. Ældre Edda er en moderne samlebetegnelse for digtene af eddatypen. Navnet bygger imidlertid på en fejlslutning, hvor teksten blev tillagt Sæmundr in fróddi og fik navnet pga. Snorres værk Edda, der også kaldes Yngre Edda. Der kendes 14 – 15 gudedigte og 34 heltedigte, heraf stammer 10 gudedigte og 19 heltedigte fra ét manuskript, det såkaldte Codex Regius, der i 1643 blev overdraget til den danske konge af Brynjólfur Sveinsson, biskop af Skálholt.

## Skjaldedigte
Skjaldedigtene adskiller sig primært fra eddadigtene ved at de blev komponeret af navngivne skjalde, hvoraf vi stadig kender flere af navnene. Frem for at genfortælle mytologiske begivenheder, blev skjaldedigte hovedsageligt skabt som hyldest eller måske ligefrem niddigte, der rettet mod bestemte personer, normalt konger eller stormænd. Et almindeligt tema for digtene refererer begivenheder enten fra samtiden eller den nære fortid, det kunne fx være et slag, hvor kongen, som digtet var rettet imod, havde sejret. Til det formål kunne skjalden bl.a. trække på den mytologiske tradition, for at give digtet betydning, fx vha. kenninge. Det har måske oprindeligt været en metode til at omskrive tabuord, eller en metode til at meddele en betydning udover den konkrete. Et væsentligt element i skjaldens arbejde, og måske endda det oprindelige, har været niddigte.
Skjaldedigtningen var underlagt strenge konventioner i diktion (ordvalg) og metrik. Stilen var mere lyrisk end eddadigtene, og det komplicerede billedsprog, der bl.a. omfattede kenning-systemet, gjorde digtene meget kunstfærdige. Selvom stilen var meget formalistisk gav den samtidig plads til megen innovation, billedsproget kunne kombineres i mange led, og ordstilling og syntaks blev behandlet meget frit. Det gør skjaldedigtene svært forståelige, for dem, der ikke var fortrolige med genren. Preben Meulengracht Sørensen karakteriserede skjaldedigtning som sprogligt sidestykke til vikingetidens slyngede billedstil.
I middelalderen karakteriseres skjalden en autoritet i alt der vedrører sprogforståelse og skrivning, det har måske været en rolle, der var endnu mere udtalt i vikingetidens mundtlige samfund. I den sammenhæng kan myten om skjaldemjøden forstås som en understregning af skjaldens position, som den, der husker og som kan formidle kollektivets fælles viden.
En af de mest berømteste islandske skjalde var Egill Skallagrímsson (9. århundrede), han skrev Sonartorrek, som er et personligt religiøst digt, der omhandler Egills forhold til Odin og digtning. Han beskriver digtet som skrevet på baggrund af en gave fra Odin, dvs. inspiration. Andre berømte skjalde varHallfrøðr Óttarsson (10. århundrede), Sighvatur Þórðarson og Þjóðólfur Arnórsson (11. århundrede). Snorre Sturlason (1178-1241) blev også regnet som en dygtig skjald. Han skrev værket Skáldskaparmál (Skjaldskabslæren) om skjaldedigtning. Det indeholder digtet Háttatal, som er skrevet til den norske jarl Skúli Bárðarson, men som samtidig er en oversigt over traditionelle metriske varianter.

### Forholdet mellem edda- og skjaldedigte
Overordnet set var eddadigtene karakteriseret ved enkelthed, vægt på indhold, og ved traditionel og konservativ form. mens skjaldedigtene var kunstfærdige, formalistiske, innovative og med vægt på form (selve formen var i stand til at give en strofe betydning). Men reelt er det ikke muligt, at skelne så skarpt; fx kunne et digt af eddatypen beskrive aktuelle forhold, men det ville ske i en mytisk/urtidsform. Og omvendt kunne mytologiske fortællinger i skjaldeform fremstå som aktuelle begivenheder. Skjalden var også afhængig af eddatraditionen, da det var eddadigtenes indhold, der gav betydning til skjaldenes kenninger. Det klareste skel lå i realiteten i den sociale kontekst, da skjalden var knyttet til konger og fyrster, mens eddatraditionen var fælles eje for alle samfundsklasser.
I litteratur og håndskrifter blandes de to former aldrig sammen, forskellen må altså have været klar i middelalderen, og sandsynligvis tidligere. Skjaldedigte optræder i sagaer, men ikke eddadigte. I Yngre Edda optræder eddadigte som kilder i Gylfaginning, mens skjaldedigte optræder i det efterfølgende afsnit Skáldskaparmál, dvs. som eksempler på brug. Først i det afsluttende afsnit Háttatál sammenblandes de to former som illustration.

## Sagaer
Sagaerne er prosatekster skrevet på norrønt, der omhandler historiske begivenheder (eller som blev opfattet som historiske af forfatterne bag teksterne), det kan fx være begivenheder i vikingetiden, nordisk sagnhistorie eller helgenlevneder. Lige som eddadigtene kan sagaerne også indeholde mytologiske historier, men hovedparten er fortællinger om realistiske begivenheder i historiske og virkelige omgivelser. I nogle tilfælde indeholder fortællingen mytologiske eller fantastiske elementer. Oprindeligt blev sagaerne skrevet som krøniker om især de norske konger, der i 13. århundrede fik overhøjhed over Island, og om koloniseringen af Island. De ældste tekster omfatter også flere oversættelser af religiøs litteratur på latin. De en af de to hovedgenre er kongesagaerne, hvoraf Snorre Sturlasons Heimskringla er den mest berømte. Den anden er islændingesagaerne, her er to af de mest berømte Egil Skallagrimssons saga og Njáls saga. Mens der ikke findes nogen umiddelbare paralleller til islændingesagaerne andre steder i Europa, så er kongesagaerne knapt så unikke, da historier om konger blev skrevet næsten overalt.
Óláfr Thorddarson hvítaskáld (Snorres nevø) skrev Málfræddinnar grunnvöllr (Grammatikkens grundvold), en afhandling over norrøn grammatik. Den blev i 16. og 17. århundrede den vigtigste filologiske kilde til runerne. Bl.a. på baggrund af Ole Worms studier, var det indtil begyndelsen af 19. århundrede den almindelige opfattelse, at den nordiske litteratur oprindeligt havde været nedskrevet med runer.